# Rudolf Frick
Denna artikel avser rådmannen i Malmö. För grosshandlaren och ombudsmannen i Jönköping, se Rudolf Frick (grosshandlare)

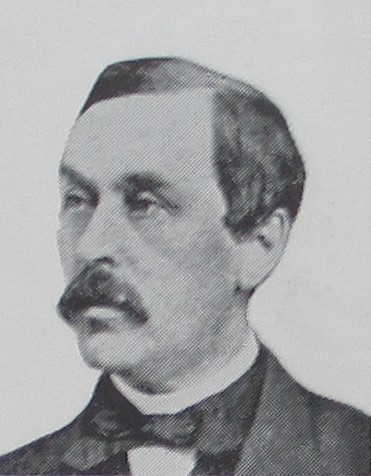
Rudolf Frick.

Rudolf Victor Frick, född 15 april 1829 i Malmö, död 22 juni 1897, var en svensk rådman. Han var bror till Carl Magnus och Otto F. Frick.
Frick, som var son till handlanden Carl Frick och Anna Catharina Giese, blev student vid Lunds universitet 1847, avlade hovrättsexamen 1851, erhöll praktisk utbildning i Listers domsaga, blev vice häradshövding 1856 och rådman i Malmö stad 1858. Han var vid sin död sedan mer än 20 år ordförande i rådhusrättens andra avdelning, brottmålsavdelningen, och var 1876 på förslag till borgmästarämbetet. Han var under många år ordförande i Skånska städernas brandstodsförening för lösören. Han var under en längre tid ledamot och sedan ordförande i hospitalsdirektionen samt ordförande i byggnadsnämnden 1875–1890. Han avled ombord på S/S Imperator mellan Sassnitz och Trelleborg under hemresa från Vichy i Frankrike.